# Michael Wagener
Michael Wagener (1949) is een muziekproducent en -mixer uit Hamburg, Duitsland. Hij staat bekend om zijn werk met vele top-hardrockartiesten en heavy metalbands uit de late jaren tachtig.
Wageners albums hebben wereldwijd vijftig miljoen exemplaren verkocht. Michael was ook de oorspronkelijke gitarist in de Duitse band Accept. Toen hij 18 werd moest hij gaan werken in het Duitse leger. Daardoor was het moeilijk om te oefenen met de band en besloot hij om ermee te stoppen. Na zijn militaire job ging hij werken als audiotechnicus in Hamburg 1972.
Hij was nog altijd bevriend met zijn oude bandmaat Don Dokken. Hij besloot om voor hem de livemuziek achter de schermen te regelen. In 1979 verhuisde Wagener naar Los Angeles om het eerste album te maken van Dokken. Daarnaast produceerde hij nog vele albums zoals Skid Row, dat vijf miljoen exemplaren in Amerika alleen al verkocht heeft, en Ozzy Osbournes No More Tears, met zeven miljoen verkochte exemplaren in Amerika. Wagener heeft ook Metallica's Master of Puppets gepubliceerd.
Wagener heeft vele multiplatinum albums verkocht van bands waaronder: Mötley Crüe, W.A.S.P., Overkill, Accept, Great White, Stryper, Poison, Keel, Alice Cooper, Extreme, Megadeth, Janet Jackson, Ozzy Osbourne, Dokken, Metallica, White Lion, en Skid Row.